# Куп Мађарске у фудбалу 1909/10.
Куп Мађарске у фудбалу 1909/10. (мађ. 1909–1910-es magyar labdarúgókupa) је била прва сезона мађарског фудбалског купа. Куп се одвијао по нокаут принципу.

## Историјат купа
У августу 1909. године 24 тима су ушла у прво коло Мађарског купа. Такмичење је почело већ у јесен, али прави пехар још није био спреман, па је организовано прикупљање финансијских средстава. И после пола године примљена је незнатна сума, па је Национални спорт предложио да се организује лутрија: издато би 10.000 срећки, а награда би била годишња почасна карта коју би донирао клуб, док би два највећа мађарска спортска листа, Национал спорт и Свет спорта поклонола 15-15 укоричених примерака својих издања током целе године.
Многи су и даље били склони према пехару у енглеском стилу, тако да у првом финалу није било пехара. Организатори су наставили са прикупљањем средстава за израду пехара. На финалној утакмици подигнуте су две чауре на улазу у стадион Миленијум и чекало на донације гледалаца. Резултат прикупљања је био тужан, сакупљено је само 5 круна и 60 шилинга.
У финале су се пласирале екипе МТК Будимпешта|МТК и БТK. Утакмицу је отворио Бела Карпати, тадашњипредседник савезна. Утакмица се завршила нерешеним резултатом 1 : 1.
По правилима, меч је поновљен 2. октобра, али опет се није одлучио победник и то из два основна разлога. Према савременим извештајима, публика је током целе утакмице реметила игру, а судија Ото Рајхард је прво слабо водио сусрет, а затим је редом искључивао играче из оба тима. Пре последњег звиждука, већ је пао мрак, а шибице су једна за другом паљене у публици, обасјавајући трибине поплавом светлости. Утакмица је прекинута у 80. минуту при вођству МТК-а од 2-1.
Преосталих 10 неодиграних минута поновљене утакмице је надокнађено 20. новембра у паузи следеће првенствене утакмице између БТK-МАК, у којој је МТК постигнао још један гол, што је резултирало коначним резултатом од 3 : 1. Тиме је МТК постао први носилац трофеја Купа Мађарске.
Први освајач Купа Мађарске МТК је стартовао у постави: Домонкош, Нађ, Ревес – Биро, Киршнер, Кертес III – Шебешчен, Санто, Кертес I, Кертес II, Фаркаш.

## Резултати

### Четвртфинале
| 1. екипа | Резултат | Резултат | 2. екипа       |
| -------- | -------- | -------- | -------------- |
| АК Мађар | 5 : 1    | 5 : 1    | СК Литографија |
| БТК      | 2 : 2    | 2 : 0    | Тереквеш ТЕ    |
| ФТК      | 4 : 0    | 4 : 0    | НСК            |
| МТК      | н.и.     | н.и.     | УТЕ            |

### Полуфинале
| 1. екипа | Резултат | 2. екипа |
| -------- | -------- | -------- |
| БТК      | 4 : 1    | АК Мађар |
| МТК      | 4 : 0    | ФТК      |

### Финале
| 1. екипа | Резултат | Резултат | 2. екипа |
| -------- | -------- | -------- | -------- |
| МТК      | 1 : 1    | 3 : 1    | БТК      |

## Финале

### Прва утакмица
| МТК Будимпешта | 1 : 1    | БТК |
| -------------- | -------- | --- |
| Гол            | Извештај | Гол |

### Друга утакмица − разигравање
| МТК Будимпешта   | 2 : 1    | БТК    |
| ---------------- | -------- | ------ |
| Кертес I · Ревес | Извештај | Сендре |

### Задњих 10 минута
| МТК Будимпешта | 1 : 0 (3 : 1) | БТК |
| -------------- | ------------- | --- |
| Кертес I       | Извештај      |     |